# Персад-Биссессар, Камла
Камла Персад-Биссессар (англ. Kamla Persad-Bissessar; род. 22 апреля 1952, Сипария) — тринидадо-тобагианский политический и государственный деятель. Премьер-министр Тринидада и Тобаго с 26 мая 2010 года по 9 сентября 2015 года и с 1 мая 2025 года, первая женщина в этой должности.

## Биография
Окончила Университет Вест-Индии.
Лидер партии «Объединённый национальный конгресс» с 2010 года, когда обошла её основателя Басдео Пандая на выборах партийного главы.
Персад-Биссессар победила на парламентских выборах 2025 года и снова стала премьер-министром Тринидада и Тобаго.

## Личная жизнь
Замужем за Грегори Биссессаром. У них есть сын.